# 胡縄
胡 縄（こ じょう、HU Shen、1918年1月11日 - 2000年11月5日）は、中華人民共和国の社会科学者。 

## 経歴
1918年、江蘇省呉県生まれ。蘇州中学で学び、1934年に北京大学哲学系へ入学したが、翌年退学。退学前に上海へ行っており、中国共産党下で左翼文化活動に参加。1937年に柳条湖事件を契機とする日中戦争が始まると、武漢へ移り、翌年より正式に中国共産党に加わり、五戦区文化工作委員会の委員などの職を務めた。国民政府が重慶に移転したのに伴って自身も重慶に移り、新華日報の編集等をつとめた。
戦後は上海にもどり、上海と香港の生活書店総編集を任される。中華人民共和国成立後は中国共産党中央宣伝部教材編写組の組長などの職を務めた。
1985年より中国社会科学院院長。

## 日本語訳

### 単著
- 『ものの見方考え方』山口一郎訳（三一新書） 三一書房 1955
- 『中国近代史 1840-1924』小野信爾,狭間直樹、藤田敬一共訳 平凡社 1974
- 『中国の改革開放 マルクス主義と中国の国情』衞藤瀋吉監修, 今村弘子訳 原書房 2005

### 共著
- 于光遠,王恵徳共著『社会科学の基本知識』尾崎庄太郎訳 新科学社 1953
  - 『入門社会科学』和光社　1954
- 于光遠, 王恵徳共著『社会科学講話』尾崎庄太郎訳 国民文庫 1956
- 章開源,李宗一,陳錫祺,金冲及共著『辛亥革命 中国近代化の道程』安藤彦太郎編訳 早稲田大学出版部 1986